# Donna Strickland
Donna Theo Strickland (Guelph, 1959. május 27. –) kanadai optikai fizikus és úttörő a lézerimpulzusok kutatásában. 2018-ban fizikai Nobel-díjban részesítették Gérard Mourou-val együtt a fázismodulált impulzuserősítésért, mely az eddigi legrövidebb (femtomásodperc) és legintenzívebb (petawatt) lézerimpulzus létrehozását teszi lehetővé. Jelenleg a Waterloo Egyetem professzora.
Az Optikai Társaság korábbi tagja, alelnöke és elnöke, jelenleg az Elnöki Tanácsadó Bizottság elnöke.

## Tanulmányai
Edith J. (született Ranney) angoltanár és Lloyd Strickland, villamosmérnök gyermekeként született. Miután befejezte a Guelph Collegiate Vocational Institute-ot, úgy döntött, hogy jelentkezik a McMaster Egyetemre, mert az egyetem mérnök fizikus programja magában foglalta a lézereket és az elektrooptikát, s ezek különösen érdekelték. A McMaster Egyetemen a 25 fős osztályban egyike volt a három nőnek. 1981-ben Strickland mérnök fizikusként szerzett alapdiplomát.
Strickland egyetemi diplomáját az Optikai Intézetben, Ph.D. diplomáját pedig a a Rochester Egyetemen szerezte meg 1989-ben. Doktori tanulmányait Gérard Mourou által vezetett Lézerenergetikai Laboratóriumban végezte. Strickland és Mourou kifejlesztett egy olyan kísérleti rendszert, amely három nagyságrenddel megnövelte a lézerimpulzusok csúcsteljesítményét. Mégpedig úgy, hogy kiküszöbölték azt, hogy a lézerimpulzusok maximális intenzitása négyzetcentiméterenként elérje a gigawattot, mivel ekkor az impulzusok önfókuszálása súlyosan károsította a lézer erősítő részét. 
1985-ös fázismodulált impulzuserősítési metodikájuk azon alapszik, hogy a kezdeti lézerimpulzust spektrálisan és időben széthúzzák, mely így roncsoló hatását elveszti, aztán újra fókuszálják a végső fázisban. Így rendkívül rövid, terawatt és petawatt intenzitású optikai impulzusokat hozhatók létre. A fázismodulált impulzuserősítés használata lehetővé tette, hogy kisebb méretű nagy teljesítményű lézerrendszerek készülhessenek az általános laboratóriumi optikai asztalra, úgymint "asztali terawattos lézerek". Munkájukat 2018-ban fizikai Nobel-díjjal jutalmazták.

## Pályafutása

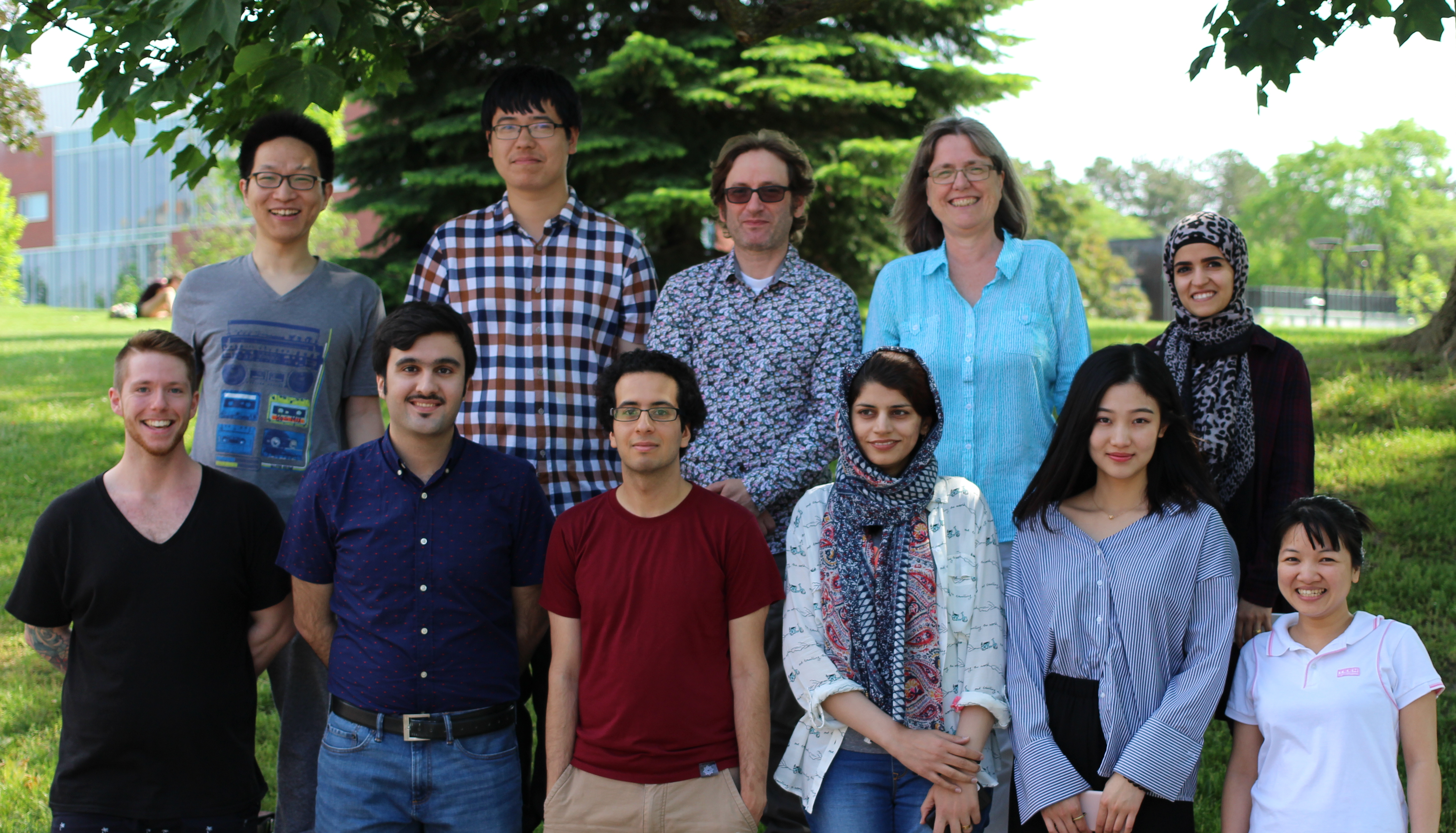
Strickland ultragyors lézercsoportja a Waterloo Egyetemen, 2017 júniusában

Strickland 1988-1991 között a Kanadai Nemzeti Kutatási Tanács kutatója volt, ahol Paul Corkummal dolgozott együtt az Ultragyors Phenomena Szekcióban, amely akkoriban arról volt híres, hogy a világ legerősebb rövid impulzusú lézerét állították elő. 1991 és 1992 között a Lawrence Livermore Nemzeti Laboratórium lézerosztályában dolgozott, majd 1992-ben csatlakozott a Princeton Egyetem Fotonikai és Optoelektronikai Technológiai Központjának műszaki személyzetéhez. 1997-ben egyetemi tanárként csatlakozott a Waterloo Egyetemhez. Ő lett a Waterloo Egyetemen első teljes munkaidőben dolgozó női fizikaprofesszora. Strickland jelenleg is professzor, egy olyan ultragyors lézercsoportot vezet, amely nagy intenzitású lézerrendszereket fejleszt nemlineáris optikai vizsgálatokhoz. Magát "lézer atlétának" nevezi:
"Azt hiszem, mert úgy gondoltuk, hogy jó a kézügyességünk. Kísérleti kutatóként meg kell értened a fizikát, de képesnek is kell lennie arra, hogy ténylegesen létrehozz valami működőképeset, és ezekben a napokban a lézerek nagyon kényesek voltak."
Strickland közelmúltbeli munkájával kitolta az ultragyors optikai tudomány határait új hullámhossztartományokra, mint például a közép-infravörös és az ultraibolya. Ezt olyan technikák használatával tette, mint a kétszínű vagy többfrekvenciás módszerek, valamint a Raman generálás. Emellett vizsgálja a nagy teljesítményű lézerek viselkedését az emberi szem mikrokristályos lencséjében, melyet a távollátás korrekciójánál használnak a szemlencse mikromegmunkálására.
2008-ban Strickland az Optikai Társaság (Optical Society of America, OSA) tagja lett. 2011-ben és 2013-ban volt alelnöke és elnöke is, és 2004-2010 között pedig az Optics Letters című folyóiratának tematikus szerkesztője. Jelenleg az Optikai Társaság Elnöki Tanácsadó Bizottságának az elnöke. Korábban igazgatósági tagja és igazgatója volt a Kanadai Fizikusok Szövetségének, melynek jelenleg is tagja.
Strickland 2018 októberében azt nyilatkozta a BBC-nek, hogy a Nobel-díj előtt még nem jelentkezett teljes munkaidős professzornak a Waterloo Egyetemen, de aztán jelentkezett, és elő is léptették.

## Díjak és elismerések
- 1998 – Alfred P. Sloan Kutatási Ösztöndíj[20]
- 1999 – Premier Kutatási Kiválósági Díj[9]
- 2000 – Cottrell Scholars Award a Research Corporationtől[21]
- 2008 – az Optikai Társaság tagja[9][12][22]

### Nobel-díj
2018. október 2-án Strickland Gérard Mourou-val, egykori doktori témavezetőjével, elnyerte a fizikai Nobel-díjat a fázismodulált impulzuserősítés kidolgozásáért. A díj másik felét Arthur Ashkin kapta meg a lézercsipeszekkel kapcsolatos munkájáért. Ő lett minden idők harmadik női fizikai Nobel-díjasa Marie Curie (1903) és Maria Goeppert Mayer (1963) után.
Strickland és Mourou 1985-ben jelentették meg úttörő munkájukat "A fázismodulált optikai impulzusok tömörítése" címen, ekkor Strickland doktorandusz volt Mourou alatt. A Rochester Lézerenergetikai Laboratóriumában a lézerekhez fejlesztett fázismodulált impulzuserősítés vezetett a nagy intenzitású, ultrarövid fénysugár impulzusok fejlődéséhez. Mivel az ultrarövid és a ultraéles fénysugarak rendkívül pontos vágásokat tesznek lehetővé, a technikát lézeres mikromegmunkálásban, a lézeres sebészetben, az orvostudományban, az alapkutatásokban és egyéb alkalmazásokban használják. Ez tette lehetővé az orvosok számára, hogy évente több millió lézeres látáskorrekciós műtétet végezhessenek. Elárulta, hogy a technika kifejlesztése után tudták, hogy ez egy jelentős felfedezés lesz.
Amikor megkapta a Nobel-díjat, sok kommentátor meglepődött, hogy még nem volt teljes munkaidős egyetemi tanár beosztásban. Erre válaszul Strickland azt mondta, hogy „soha nem jelentkezett” az egyetemi tanár pozícióba; "nem feltétlen jár fizetésemeléssel... soha nem töltöttem ki a papírokat… azt csinálom, amit szeretek csinálni, és ezt nem érte meg, hogy ezzel foglalkozzak."

## Kiemelkedő publikációk
- (1985) „Compression of amplified chirped optical pulses”. Optics Communications 56 (3), 219–221. o. DOI:10.1016/0030-4018(85)90120-8. ISSN 0030-4018.
- (1988) „Generation of ultrahigh peak power pulses by chirped pulse amplification”. IEEE Journal of Quantum Electronics 24 (2), 398–403. o. DOI:10.1109/3.137. ISSN 0018-9197.
- (1994) „Resistance of short pulses to self-focusing”. Journal of the Optical Society of America B 11 (3), 492–497. o. DOI:10.1364/JOSAB.11.000492.

## Magánélet
Strickland házas, férje Douglas Dykaar, aki szintén fizikus. Két gyermekük van. Strickland lánya, Hannah, a Torontói Egyetemen szerzett asztrofizikai diplomát, fia, Adam, színjátszást tanul Humber College-ban .

## Fordítás
- Ez a szócikk részben vagy egészben  a   Donna Strickland című angol Wikipédia-szócikk ezen változatának fordításán alapul.  Az eredeti cikk szerkesztőit annak laptörténete sorolja fel. Ez a jelzés csupán a megfogalmazás eredetét és a szerzői jogokat jelzi, nem szolgál a cikkben szereplő információk forrásmegjelöléseként.